# 에비에촌 (니가타현)
에비에촌(海老江村)은 니가타현 이와후네군에 설치되었던 촌이다. 현재의 무라카미시에 해당한다.